# Свято-Георгиевский храм (Солт-Лейк-Сити)
Храм в честь великомученика Георгия Победоносца (Свято-Георгиевский храм) — храм Западно-Американской епархии Русской православной церкви заграницей, расположенный в пригороде Уэст-Джордане (пригороде Солт-Лейк-Сити), штат Юта, США. Является по состоянию на 2020 год единственным приходом РПЦЗ в этом штате.

## История
Миссия Русской православной церкви заграницей, посвящённая святителю Николаю Мирликийскому, действовала в Солт-Лейк-Сити в XX веке, однако в силу отсутствия постоянного духовного лица не просуществовала долго. В 2005 году в городе была организована новая миссия в честь святого Георгия Победоносца. Её возглавил рукоположенный в священники член прихода Михаил (Майкл) ван Опстал, профессор математики в Университете Юты и композитор, который в 2007 году окончил Пастырскую школу Чикагской епархии.
Первоначально приход собирался в передвижном доме, а также арендованном здании бывшей греческой церкви. В 2009 году община, достигшая 150 человек, приобрела участок земли для постройки собственного храма. Он был освящён списком Курской Коренной иконы Божией Матери в этом же году.

### Современное состояние
В настоящее время при храме функционирует сестричество святой Ксении, а также воскресная школа святого Иоанна Кронштадтского и церковный хор. На 2014 год приход насчитывал около 200 прихожан.

## Здание храма

### Проект
Храм был спроектирован архитектором Максом Смитом, работавшим также над реставрацией Городской библиотеки в Прово и Капитолия штата Юта. Он выполнен в духе русских церквей XIII века в Великом Новгороде, а также Юрьева и Антоньева монастырей. Об облике последнего напоминают чёрные купола церкви.

### Строительство
Храм предполагалось начать строить в 2010 году, однако чин на основание храма был совершён только 5 мая 2012 года. Строительство было начато 30 мая 2013 года, и завершилось в том же году. 6 декабря на храм был поднят купол.
4 мая 2014 года архиепископ Сан-Францисский и Западно-Американский Кирилл (Дмитриев) возглавил чин великого освящения храма. В этот же день Михаил ван Опстал был возведён в сан протоиерея.